# Keita Sawa
Keita Sawa (Japans: 澤圭太, Sawa Keita, Shiroi, 16 augustus 1976) is een Japans autocoureur.

## Carrière
Sawa begon zijn autosportcarrière in 1998. In 1999 werd hij kampioen in de F4 Kansai Series. In 2000 stapte hij over naar het All Japan Grand Touring Car Championship (JGTC) en reed hier in drie races als gastcoureur. In 2001 werd hij twaalfde in de All-Japan F3. In 2002 keerde hij terug naar het JGTC; een jaar later werd hij met twee zeges op de Twin Ring Motegi en Autopolis tweede in de eindstand. Hij bleef tot 2012 actief in de klasse, die in de tussentijd werd omgedoopt naar de Super GT, en won in 2006 een race op de Suzuka International Racing Course. Daarnaast werd hij in 2006 en 2007 achtereenvolgens derde en tweede in de Aziatische Porsche Carrera Cup en won hij in 2009 en 2010 de Macau GT Cup. In 2011 werd hij kampioen in de Aziatische Porsche Carrera Cup, voordat hij het seizoen in 2012 als tweede beëindigde.
In 2013 debuteerde Sawa in de Asian Le Mans Series (ALMS). Een jaar later behaalde hij hier op het Shanghai International Circuit zijn eerste zege. Dat jaar werd hij ook derde in het Aziatische GT-kampioenschap; in 2015 werd hij hier tweede. In het seizoen 2015-2016 reed hij wederom in de GT-klasse van de ALMS, ditmaal voor Clearwater Racing. Samen met Rob Bell en teameigenaar Weng Sun Mok won hij de races op de Fuji Speedway en het Sepang International Circuit, waardoor hij kampioen in de klasse werd. In 2016 debuteerde hij tevens in de 24 uur van Le Mans, waarin hij met Bell en Mok vierde in de LMGTE Am-klasse werd.
In 2017 debuteerde Sawa in het FIA World Endurance Championship, waarin hij met Mok en Matt Griffin in de LMGTE Am-klasse reed. Hij won direct de eerste race, de 6 uur van Silverstone, en stond in de rest van het seizoen nog vijfmaal op het podium. Met 165 punten werd hij derde in het klassement. In het seizoen 2018-2019 stond hij in de seizoensopener, de 6 uur van Spa-Francorchamps, op het podium. Na vijf races beëindigde Mok per direct zijn carrière, waardoor ook Sawa zonder team kwam te zitten. Uiteindelijk werd hij met 57 punten tiende in de eindstand.
In 2019 stapte Sawa over naar de Blancpain GT World Challenge Asia, waar hij voor ABSSA Motorsport in de GT3 ProAm-klasse reed. Met twee podiumfinishes op Fuji en Shanghai werd hij met 107 punten achtste in de eindstand. Na twee jaar afwezigheid keerde hij in 2022 en 2023 terug in het kampioenschap, dat de naam had veranderd in GT World Challenge Asia.